# Mary Telfair

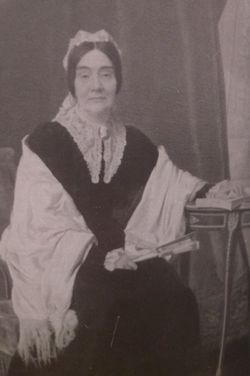
Fotografia di Mary Telfair durante la vecchiaia.

Mary Telfair (Augusta, 28 gennaio 1791 – Savannah, 2 giugno 1875) è stata una collezionista d'arte e filantropa statunitense.

## Biografia
Era la quinta dei sette figli del governatore della Georgia Edward Telfair e di sua moglie Sarah Gibbons. Il padre, di idee progressiste, decise di dare un'educazione accademica anche alle figlie femmine, cosa inusuale per l'epoca; allora Mary e le sorelle minori Sarah e Margaret vennero inviate a studiare nel nord degli Stati Uniti, a New York e Newark.
Vorace lettrice, crescendo nell'ambiente cosmopolita newyorkese divenne estremamente colta, leggendo soprattutto gli scritti di Hannah More e lord Byron. Impegnata anche nella vita pubblica, corrispondeva con molti uomini politici del tempo e tenne anche un acceso dibattito col futuro giudice della Corte Suprema James M. Wayne sull'efficacia del sistema bancario americano.
Rientrata in Georgia, alla morte dell'ultimo fratello superstite Alexander nel 1832 ereditò l'ingente patrimonio familiare; i Telfair erano una delle famiglie più ricche della Georgia, possedendo anche molti schiavi, e assieme alle sorelle poté condurre una vita agiata senza necessità di sposarsi. Mary Telfair divenne presto rinomata a Savannah per il suo salotto letterario-filosofico e per le frequenti donazioni ai bisognosi. Di salute cagionevole, negli anni successivi viaggiò spesso con le sorelle in Europa; durante la permanenza nel Vecchio Continente s'innamorò dell'arte europea (soprattutto rinascimentale) e cominciò a collezionare opere di vario genere, soprattutto quadri e statue, che poi portò con sé negli Stati Uniti.

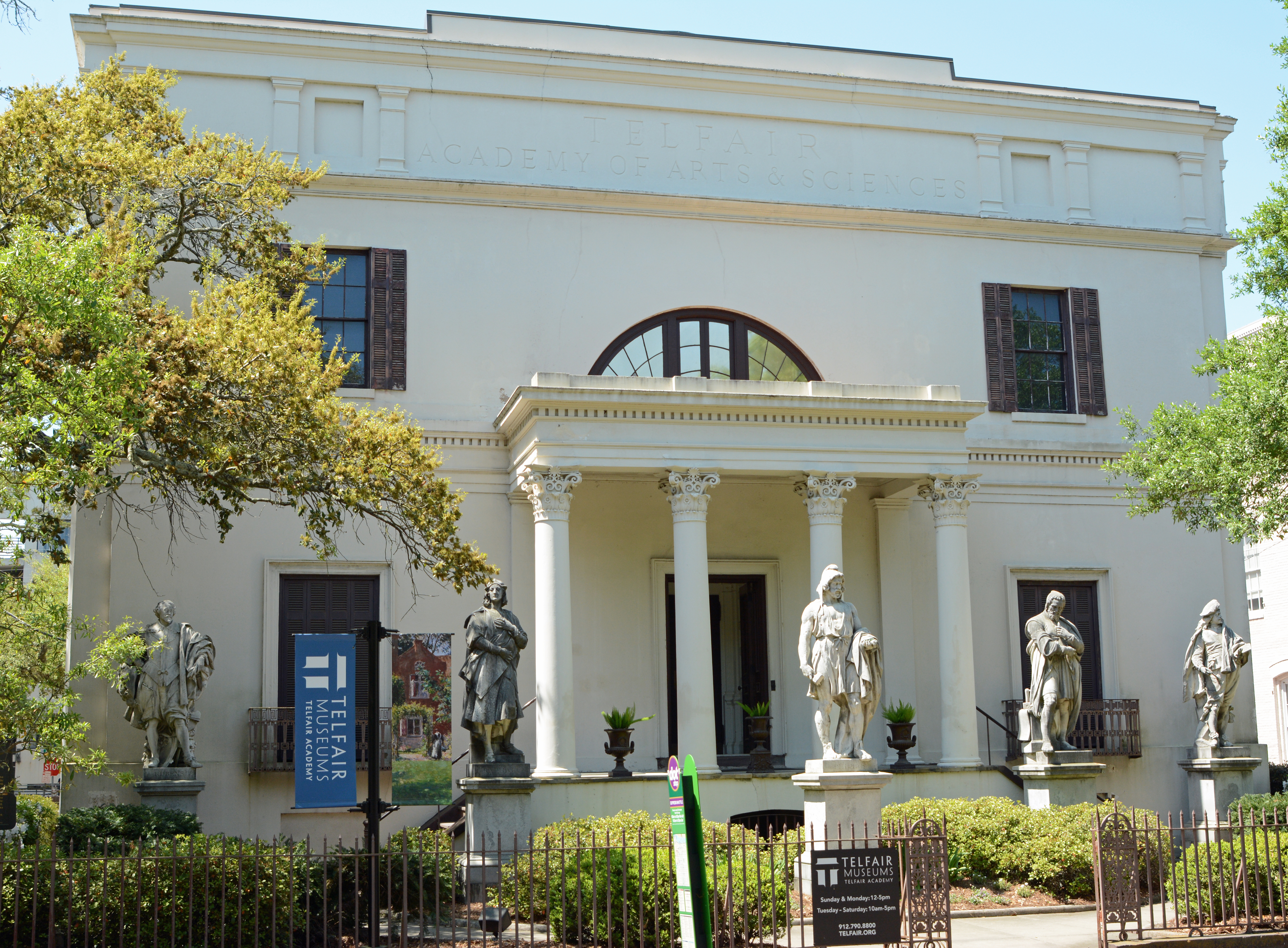
Entrata principale della Telfair Academy.

La ricchezza delle Telfair venne intaccata durante la guerra civile americana, poiché la loro piantagione venne occupata dalle truppe nordiste di William T. Sherman e tutti i loro schiavi liberati. Rimasta l'ultima Telfair in vita, alla sua morte senza eredi nel 1875 lasciò i suoi ancora cospicui beni alla città di Savannah; la sua casa venne in seguito trasformata in un museo, dove ancora oggi è esposta la sua collezione di oltre duecento pezzi, una delle più grandi del Sud degli Stati Uniti.